# Carex divulsa
Carex divulsa es una especie de planta herbácea de la familia Cyperaceae. 

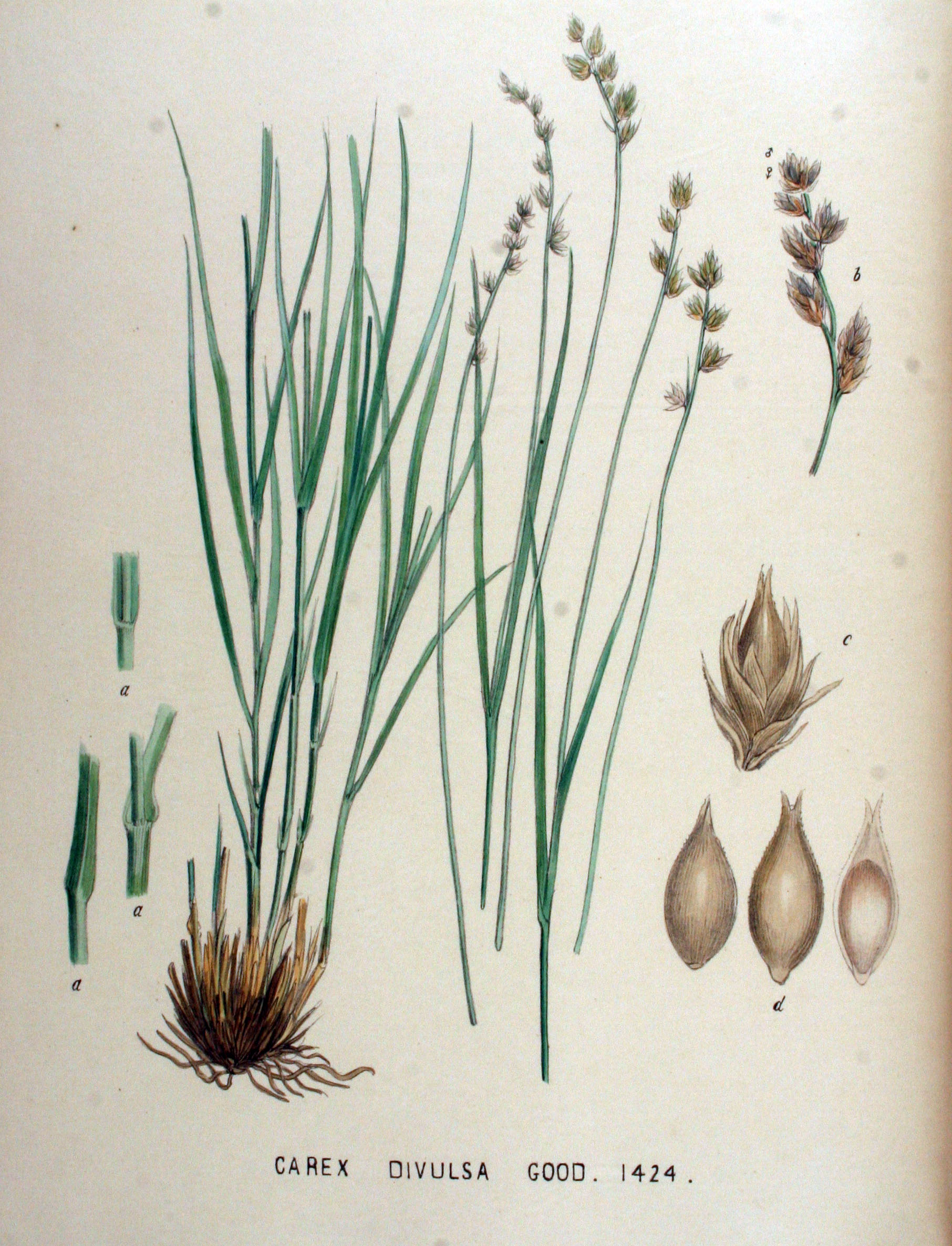
Ilustración

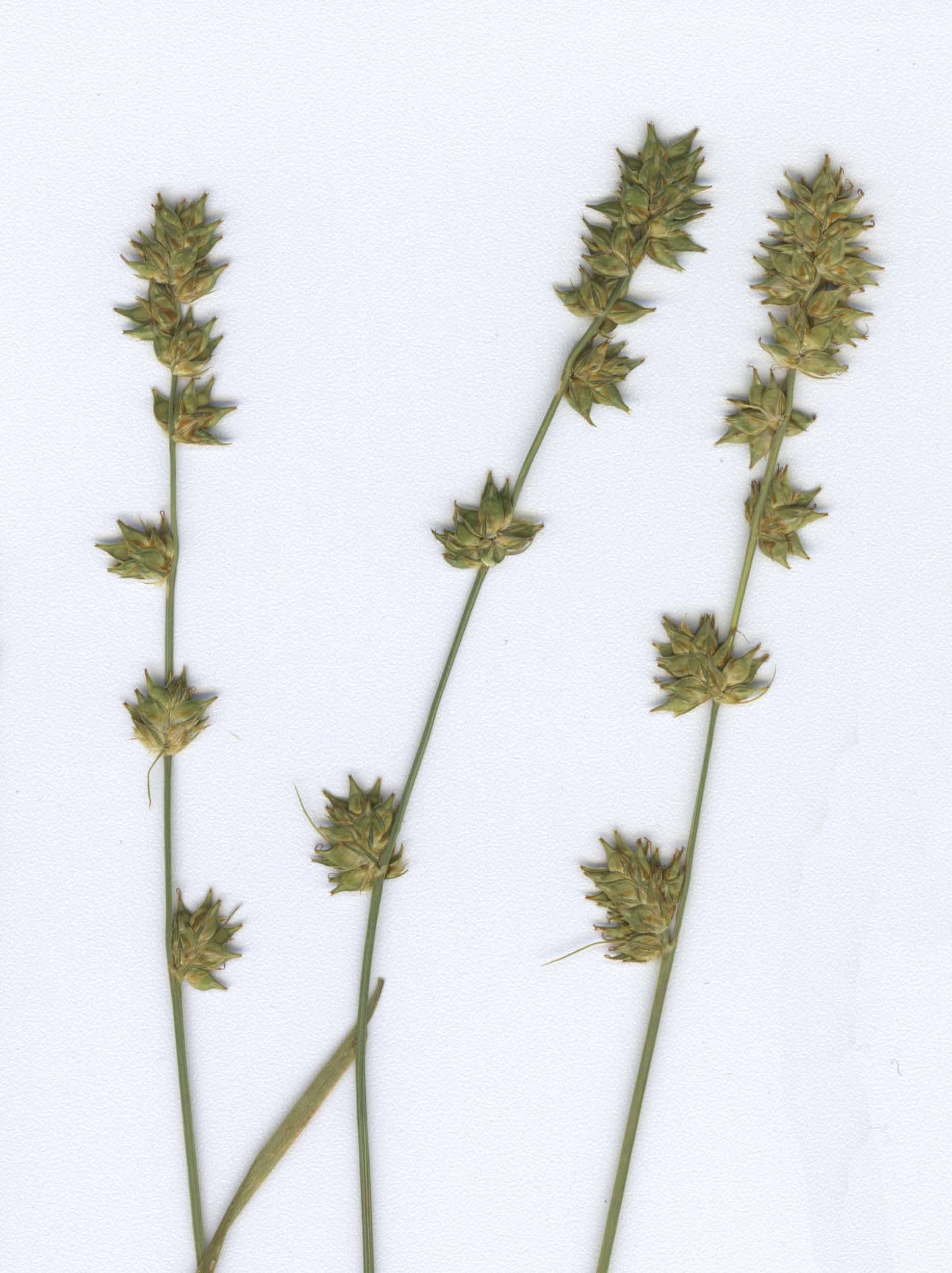
Detalle de la planta

## Descripción
Es una planta con rizoma cespitoso, con numerosos tallos; sin estolones o con estolones muy cortos. Tallos de 25-60 (-70) cm, delgados, trígonos. Hojas de 2-3 mm de anchura, generalmente más cortas que el tallo, verde oscuras, con lígula triangular tan larga como ancha. Inflorescencia de 3-7 (-12) cm, cilíndrica, laxa, muy discontinua. Bráctea inferior setácea, a veces ausente. Espiguillas ovoideas o subglobosas, andróginas, con las flores masculinas en la parte superior, densas. Glumas de las flores femeninas ovadas, aristadas, con nervio medio escábrido. Utrículos de 3,5-4,5 mm, ovado-elípticos, con nerviación poco marcada; pico escábrido y bífido. Estilo con 2 brazos estilares. Florece de marzo a junio.

## Distribución y hábitat
Se encuentra en suelos húmedos, no salobres desde el nivel del mar a 1200 m. Muy frecuente. Se distribuye por Europa, excepto el extremo N, Norte de África, W de Asia, Macaronesia.

## Taxonomía
Carex divulsa fue descrita por   Jonathan S. Stokes  y publicado en A Botanical Arrangement of British Plants (ed. 2) 2: 1035. 1787.
Citología
Número de cromosomas de Carex divulsa (Fam. Cyperaceae) y táxones infraespecíficos: 2n=58
Etimología
Ver: Carex
Variedades
- Carex divulsa subsp. virens (Durieu) Nyman

Sinonimia
- Carex canescens Huds.
- Carex guestphalica (Rchb.) O.Lang
- Carex guestphalica (Rchb.) Boenn. ex W.D.J. Koch
- Carex muricata Desf.
- Carex nemorosa Lumn. ex Honck.
- Carex persica Nelmes
- Carex subramosa Willd. ex Kunth
- Carex virens Lam.
- Caricina divulsa (Stokes) St.-Lag.
- Vignea divulsa (Stokes) Rchb.
- Vignea guestphalica Rchb.
- Vignea persica (Nelmes) Soják
- Vignea virens (Steud.) Rchb.[4][5]

## Nombres comunes
- Castellano: junquillos, lastón, mansiega, masiega.[6]